# Pita Limjaroenrat
Pour les articles homonymes, voir Pita.
Pita Limjaroenrat (thaï : พิธา ลิ้มเจริญรัตน์; né le 5 septembre 1981 à Bangkok), souvent appelé Pita, est un homme politique thaïlandais. Il est chef du parti Aller de l'avant de 2020 à 2023,. 
Membre influent du Nouvel avenir à l'issue de son élection à la Chambre des représentants lors des élections législatives de 2019, il succède en 2020 à Thanathorn Juangroongruangkit au poste de chef d'Aller de l'avant, le de facto successeur du parti dissous en 2020. Il est candidat au poste de Premier ministre pour son parti lors des élections législatives de 2023, mais malgré le plus grand nombre de sièges obtenus à la Chambre par Aller de l'avant, celui-ci échoue à se faire élire au poste de Premier ministre par le Parlement. Comme son prédécesseur Thanathorn Juangroongruangkit, il est à son tour suspendu de ses fonctions en juillet 2023. En raison de cette suspension, il démissionne de son poste de chef du parti en septembre 2023 pour que son successeur, Chaitawat Tulathon, puisse accéder au poste de chef de l'opposition.
Le 7 août 2024, Pita Limjaroenrat est déclaré inéligible pour 10 ans par la Cour constitutionnelle et son parti Aller de l'avant est dissous,.

## Parcours politique
En mars 2020, il est désigné comme successeur du chef du parti du Nouvel Avenir, Thanathorn Juangroongruangkit, alors dissous par la Cour constitutionnelle thaïlandaise. Pour rester parlementaire, il rejoint alors le parti Aller de l'avant avec 54 autres anciens membres du Nouvel Avenir. Il est élu en interne chef du parti le 14 mars 2020.
Il se présente comme candidat au poste de Premier ministre de son parti aux élections législatives de mai 2023, dont il sort vainqueur en obtenant la majorité des voix ainsi que le plus grand nombre de sièges à la Chambre pour sa coalition,,. Il est la cible d'une série de plaintes, « téléguidée par les milieux ultraroyalistes et militaristes ». Pita Limjaroenrat dénonce une « guerre juridique » qui dure selon lui depuis les élections semi-libres de 2019. Il fait l'objet de plusieurs plaintes dénonçant sa prise de participation dans le média iTV, issue d'actions léguées par son père décédé en 2006. En Thaïlande, la loi interdit aux candidats de détenir des participations dans les médias. Cette chaîne de télévision, inactive et radiée de la Bourse en juin 2014,, a cessé d'émettre en 2007. Un autre leader pro-démocratie, Thanathorn Juangroongruangkit, avait lui aussi été victime de ce type de plaintes en raison de participations dans un média « dépourvu d’activité éditoriale ».
Le 12 juillet, à la veille du vote du Parlement sur la désignation du nouveau Premier ministre, la Cour constitutionnelle, dont les membres sont nommés par la junte, annonce l'ouverture de deux procédures contre Pita Limjaroenrat. Le dirigeant réformiste échoue le lendemain à gagner le vote du Parlement du fait de l'obstruction de la plupart des 250 sénateurs, tous nommés par la junte. Il est cependant soutenu par le parti Pheu Thai. Il est suspendu temporairement de son mandat de représentant le 19 juillet sur décision de la Cour constitutionnelle. Le jour même, le Parlement vote pour déclarer illégale sa candidature, l'ayant déjà présentée la semaine précédente. D'importantes manifestations ont lieu le jour même à Bangkok pour réclamer la réhabilitation institutionnelle de Pita Limjaroenrat.
Il est l'une des personnalités apparaissant sur la liste de 2023 du Time 100.
Suspendu du parlement, Pita Limjaroenrat annonce le 15 septembre 2023 sa démission de la direction d'Aller de l'avant afin d'« ouvrir la voie à un député capable de s'exprimer au parlement et d'être le chef de l'opposition »,,. Il est remplacé dans ces deux fonctions le 23 septembre par Chaitawat Tulathon.
Le 24 janvier 2024, à l'issue d'une décision de la Cour constitutionnelle thaïlandaise, le rendant innocent des plaintes émises contre lui, il redevient député, membre de la Chambre des représentants,,,.
Il est condamné le 5 février 2024, aux côtés de sept autres figures du mouvement prodémocratie, à quatre mois de prison avec sursis, pour une manifestation organisée en 2019 et qui avait été jugée illégale,.